# Лидсихтис
Лидсихтис (лат. Leedsichthys) — род гигантских вымерших костных рыб юрского периода. Относится к семейству пахикормовых отряда пахикормообразных, включающему примитивных новопёрых рыб юрского и мелового периодов. Описана на основании находок, сделанных в 1889 году вблизи Питерборо (Англия) собирателем окаменелостей Артуром Лидсом.

## Описание
Первоначально длину рыбы определили равной 9 метрам (А. Смит-Вудвард, 1905). Такой расчёт был сделан на основании сравнения известных остатков лидсихтиса и скелетов мелкой пахикормиды гипсокорма (Hypsocormus).
Но к концу XX века среди палеонтологов распространилось мнение, что лидсихтис был гораздо крупнее — до 30 метров длиной. Именно эти размеры отражены и в сериале ВВС «Прогулки с морскими чудовищами», который был снят в 2003 году. Следует отметить, что реконструкция рыбы в этом сериале далека от научной точности.
Между тем, в 2003 году в карьере вблизи Питерборо были начаты раскопки первого полного скелета лидсихтиса. Его изучение позволило установить, что размер рыбы в среднем составлял от 9 до 10 м, в то время как наиболее крупные фрагментарные образцы могли достигать длины примерно до 16—16,5 метров. Таким образом, лидсихтис соответствовал по величине или даже был немного больше мегалодона и современной китовой акулы. Тем не менее, даже при длине 16,5 метров он остаётся очень крупной рыбой, одной из самых больших рыб в истории Земли и самой большой костной рыбой. Согласно результатам исследований, опубликованных в 2013 году, молодая рыба могла достигать к 20 годам длины 8—9 метров, а к 38 годам своего максимального размера — 16,5 метра.

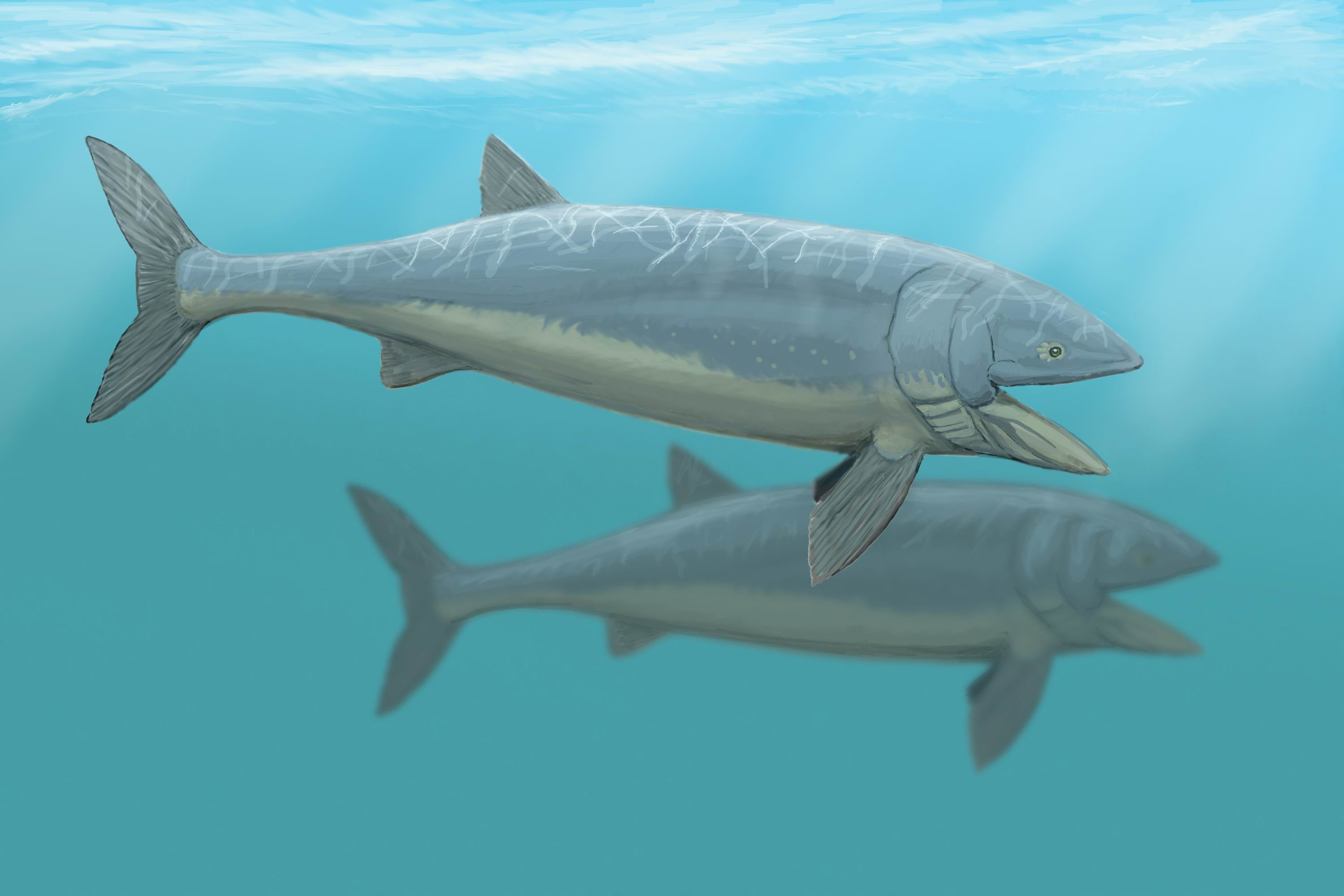
Leedsichthys problematicus

При таких размерах лидсихтис не мог быть активным хищником. Как современные огромные китовые и гигантские акулы, он питался планктоном (в первую очередь крилем, особо распространённом в позднеюрских морях), который фильтровал с помощью жаберных тычинок.
Лидсихтисы населяли тропические моря в районе современной Европы в середине и конце юрского периода, около 160 млн лет назад (келловей — киммеридж).
В 2010 году было показано, что линия крупных пахикормид-фильтраторов существовала со средней юры до самого конца мела. Из позднего мела Канзаса был описан Bonnerichthys gladius, а из сеномана Англии и Японии — Rhinconichthys taylori. Эти пахикормиды достигали 6 метров в длину и были сходны с лидсихтисом.
Несмотря на столь огромные размеры этой рыбы, лидсихтисы становились лёгкой добычей для хищников, так как даже мелкому морскому ящеру не составляло особого труда вырвать из рыбы кусок мяса — известна чешуя лидсихтисов, покусанная плиозаврами и метриоринхами. Однако, они были значительно живучее современных китов и убить добычу было намного труднее: могло пройти несколько дней до смерти морского гиганта, и всё это время хищники съедали его ещё живым.